# Kristin Darnell
Kristin Clotilde Darnell, nata Holby (Oslo, 9 novembre 1951), è un'attrice e modella statunitense.

## Biografia
Nata a Oslo, in Norvegia, Holby è cresciuta a Larchmont, nello stato di New York. Dopo aver seguito corsi di design dell'abbigliamento alla Rhode Island School of Design, ha iniziato a lavorare come designer di tessuti per un'azienda tessile.
Con l'alias Clotilde è diventata una modella di successo per varie case di alta moda, tra cui Yves Saint Laurent, Ralph Lauren, Givenchy e Chanel. Ha inoltre interpretato la fidanzata di Dan Aykroyd, Penelope, nel film Una poltrona per due (1983), e ha avuto un ruolo di supporto nella pellicola Manhunter - Frammenti di un omicidio (1986).

### Vita privata
Darnell è madre di tre figli, avuti nel corso del suo matrimonio con il fisico Sebastian White, celebrato nel marzo 1984. All'inizio degli anni '90, si è ritirata dal lavoro di modella e si è trasferita a Larchmont, dove ha conosciuto il suo secondo marito, James Edwin Darnell, Jr., professore emerito di biologia all'Università Rockefeller. Ha quindi creato un marchio di abiti da donna e ha aperto il negozio Clotilde: The Dress Shop nella medesima cittadina.